# Indice d'Hart-Becking
Pour les articles homonymes, voir Indice.
 (décembre 2019).
L'indice d'Hart-Becking (Ihb), également connu sous le nom de coefficient d'échelonnement, est un indice utilisé en sylviculture pour estimer la densité d'un peuplement. 
Il permet de quantifier de façon rigoureuse cette densité même pour des houppiers complètement différents. Cependant, cette mesure ne peut être faite qu'une fois le peuplement bien installé, après la période de sélection positive. Plus la concurrence sera élevée, plus l'indice sera petit.

## Explication
Il est défini comme étant la relation entre l'échelonnement moyen du bois (a) et sa hauteur dominante (Hdom), exprimé en pour cent, selon la formule suivante : 
 Ihb[%] = (a/Hdom)*100 
L'échelonnement moyen (a) est la distance moyenne entre les arbres. Il est déterminé par la densité du peuplement.
La hauteur dominante (Hdom) est la hauteur moyenne des 100 plus gros individus à l'hectare.

## Source
- (es) www.forestales.net article de référence en espagnol.